# 音河
音河，是中国东北地区嫩江右岸的一条支流，河名为鄂温克语，意为“水流缓慢”。发源于内蒙古自治区扎兰屯市与阿荣旗交界处大兴安岭阿伦山南麓音河顶，作为扎兰屯市与阿荣旗的界河蜿蜒向东南流，经阿荣旗音河达斡尔鄂温克族乡和扎兰屯市达斡尔族乡，过金长城遗址后进入黑龙江省，经甘南县音河水库、县城甘南镇、兴十四镇（原音河镇）和齐齐哈尔市梅里斯达斡尔族区中部地区，于梅里斯区雅尔塞镇音钦村东北汇入嫩江。河流全长215千米，流域面积2617平方千米，河道平均比降1.45‰，年均径流量1.51亿立方米。干流在音河水库以下行经平原区，河床弯曲，主槽窄浅，在梅里斯区境内主槽不明显，主要由滩地行洪，河谷滩地杂草丛生，部分河段断流消失，形成明显的湿地形态河道。